# Eugene Pontecorvo
Eugene Pontecorvo je fiktivni lik iz HBO-ove televizijske serije Obitelj Soprano kojeg je glumio Robert Funaro. Pontecorvo je bio vojnik u obitelji Soprano zadužen za pokeraške partije na male uloge i vođenje agencije za sportsko klađenje.

## Pregled
Pontecorvo se prvo pojavio kao suradnik u zločinačkoj obitelji Soprano u epizodi "Proshai, Livushka". Postaje član obitelji zajedno s Christopherom Moltisantijem.
Pontecorvo je manji lik koji se ističe tek u nekoliko prilika. U epizodi "Calling All Cars" on i još jedan suradnik bivaju poslani zastrašiti porotnika u suđenju Junioru Sopranu. On plaća porotnikovo piće na blagajni u trgovini i zastraši ga rečenicom, "Znam da ćeš učiniti pravu stvar", sugerirajući kako zna da će on biti neodlučni porotnik koji će upropastiti gotovo sigurnu Juniorovu osudu.
Iako mirne naravi, Pontecorvo ima običaj izgubiti živce, kao i Ralph Cifaretto. U epizodi "Unidentified Black Males", nakon što su se on i Little Paulie Germani porječkali na gradilištu, Little Paulie ode predaleko prema Eugeneovu mišljenju nakon što sugerira kako je homoseksualac. Eugene odgovara razbivši staklenu bocu na Little Pauliejevoj glavi.
U premijeri šeste sezone "Members Only", Eugene nasljeđuje dva milijuna dolara od svoje pokojne tetke. Supruga ga nagovara da razgovara s Tonyjem o umirovljenju na Floridi s novcem. Eugene razgovara s Tonyjem, ali dobiva odgovor kako to vjerojatno neće biti odobreno jer je položio zakletvu.
Otkriva se i kako je Eugene bio doušnik FBI-a, iako ostaje nejasno koliko dugo. Nakon što Raymond Curto umire od moždanog udara dok je agentici Robyn Sanseverino davao potencijalno inkriminirajuće informacije o Tonyju, FBI obavještava Eugenea da i oni odbijaju opciju njegove selidbe na Floridu, jer ga trebaju u New Jerseyju kako bi im pomogao sagraditi slučaj protiv Tonyja nakon Curtove smrti. 
Silvio obavještava Eugenea da je Tony odbio njegov zahtjev za preseljenje. Suočen s dvije odbijenice i stresom u obiteljskom životu, Eugene se objesi u svojem podrumu.

## Ubojstva koja je počinio Pontecorvo
- Teddy Spirodakis: ubijen u restoranu po naredbi Christophera Moltisantija zbog neisplaćivanja duga.
- N.N.: Eugeneova supruga spominje ubojstvo u epizodi "Members Only".

## Vanjske poveznice
- (engl.) Eugene Pontecorvo u internetskoj bazi filmova IMDb-u